# Elias van Oldenbarnevelt

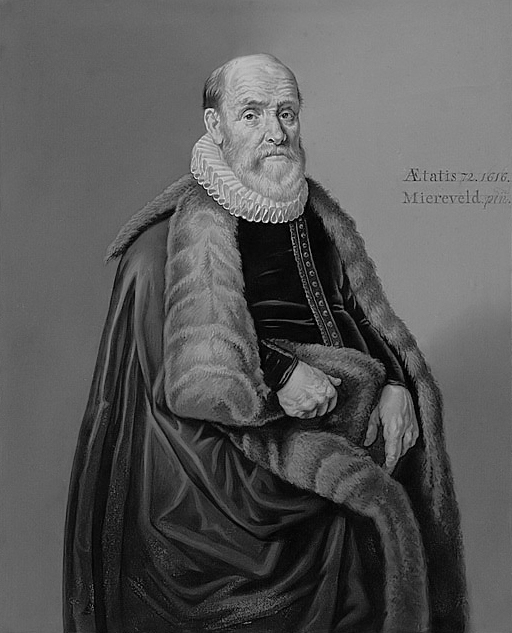
Elias van Oldenbarnevelt (Michiel van Mierevelt, 1616)

Elias van Oldenbarnevelt (geboren omstreeks 29 januari 1557 te Amersfoort - overleden 20 juli 1612 te Den Haag), zoon van Gerrit van Oldenbarnevelt (1523-1588), was advocaat te Rotterdam waar hij in 1586 zijn broer Johan van Oldenbarnevelt opvolgde als pensionaris. Hij trouwde met Johanna van Crimpen op 28 juni 1588 te Rotterdam en na haar overlijden met Petronella van Grootvelt op 8 november 1597 te Amersfoort, Het 1e huwelijk bleef kinderloos, uit het 2e huwelijk zijn 5 kinderen bekend.
Elias werd in 1612 na zijn overlijden opgevolgd door Hugo de Groot.